# Masicera declivicornis
Masicera declivicornis là một loài ruồi trong họ Tachinidae.